# Soft (tidning)
Soft var en svensk datortidning som gavs ut av förlaget Soft international mellan 1987 och 1988. Tidningen uppgick i Oberoende computer Commodore magasin.